# Wachtberger Kugel
Die Wachtberger Kugel – Preis für komische Lyrik war ein deutscher Literaturpreis.

## Der Veranstalter
Den Wettbewerb initiierte 2016 der in Wachtberg lebende Autor Herbert Reichelt. Der Name des Wettbewerbs verweist auf das weltweit größte Radom, das Wahrzeichen von Wachtberg. Veranstalter des Wettbewerbs war der Verein DiWa – Dichtung in Wachtberg e.V. Von 2016 bis 2019 fand der Wettbewerb jährlich statt. Nach dem Tod von Herbert Reichelt im Jahr 2019 erklärte der veranstaltende Verein, den Wettbewerb nicht weiter fortzuführen.

## Ausschreibung
Autoren im deutschsprachigen Raum konnten mit heiteren, witzigen und komischen Gedichten teilnehmen.

## Preise
Die Preisträger erhielten handgefertigte »Wachtberger Kugeln« als Trophäen – das sind Töpferarbeiten des Adendorfer Töpfers Peter Hansen und Holzobjekte des Villipers Künstlers Josef Kemp. Außerdem hatte der Veranstalter 1200 Euro für die Preisträger ausgelobt. Die ersten Plätze der Jury- und der Publikumswertung erhielten jeweils 300 Euro, die jeweiligen Zweitplatzierten 200 und die Drittplatzierten je 100 Euro.

## Die Jury
Die Jury bestand neben dem Initiator des Wettbewerbs, Herbert Reichelt († 2019), aus sechs weiteren Personen. Jury-Mitglieder waren u. a. die Lektorin Anja Rüdiger, der ehemalige Geschäftsführer der Filmstiftung Nordrhein-Westfalen Michael Schmid-Ospach und der Verleger Hans Weingartz.

## Anthologie
Aus den Wettbewerbsbeiträgen wählte die Jury die besten Beiträge aus, die in einer Anthologie veröffentlicht wurden.

## Jury-Preisträger
- 2017: Martin Möllerkies
- 2018: Martin Möllerkies
- 2019: Eberhard Gast

## Publikumspreis
- 2017: Martin Möllerkies
- 2018: Elisabeth Kuhs
- 2019: Manfred Rothengatter

## Veröffentlichungen
- Herbert Reichelt / Dieter Dresen (Hrsg.): Die besten Kugel-Schreiber aus dem Lyrikwettbewerb »Wachtberger Kugel 2017«. ISBN 978-3-929386-68-4.
- Herbert Reichelt / Dieter Dresen (Hrsg.): Die besten Kugel-Schreiber 2018 – »Wachtberger Kugel – Preis für komische Lyrik«. ISBN 978-3-929386-81-3.
- Herbert Reichelt / Dieter Dresen (Hrsg.): Die besten Kugel-Schreiber 2019 – »Wachtberger Kugel – Preis für komische Lyrik«. ISBN 978-3-929386-93-6.